# Ermenonville
 Ermenonville  es una población y comuna francesa, en la región de Picardía, departamento de Oise, en el distrito de Senlis y cantón de Nanteuil-le-Haudouin.
Ermenonville es notable por su parque con el nombre de Jean-Jacques Rousseau, cuya tumba fue diseñada por el pintor Hubert Robert, y que se encuentra en la Isla de álamos en su lago.

## Demografía
| 493 | 528 | 604 | 778 | 782 | 830 |
| Para los censos de 1962 a 1999 la población legal corresponde a la población sin duplicidades (Fuente: INSEE [Consultar]) |     |     |     |     |     |

## Parque
El jardín del castillo de Ermenonville fue uno de los primeros y mejores ejemplos de jardín inglés en Francia. Este jardín fue planeado por el conde Louis-René Girardin, amigo y admirador de Jean-Jacques Rousseau, quien murió cuando se encontraba invitado por él en este lugar. Girardin dijo que para su diseño se inspiró en las novelas de Rousseau. Situó la tumba de Rousseau, de hecho, en la isla artificial que está en el lago en Ermenonville. Louis-René Girardin asesoró el diseño del paisajista Jean-Marie Morel y del pintor Hubert Robert. Creado con cuidado y artesanía, el jardín llegó a parecerse a un medio ambiente natural sin intervención humana. Una imitación de la tumba de Rousseau en la Isla de Ermenonville se produjo en Dessau-Wörlitz, Alemania. 
Fue muy visitado y admirado desde principios del siglo XIX. El jardín en Ermenonville fue descrito por el hijo de Louis-René en 1811 en un elegante libro de viajes ilustrado con aguatintas que revelan el amor de Girardin por los efectos pictóricos del paisaje. Algunos detalles evocaban al Rousseau de Julie, ou la nouvelle Heloïse.

## Coordenadas
Coordenadas: 49°07′36″N 2°41′48